# Lazare et Cécile (album)
Albums de Anne Sylvestre
T'en souviens-tu la Seine Berceuse pour moi
Lazare et Cécile est un album d'Anne Sylvestre paru chez Philips.

## Historique
C'est le quatrième album et le premier 33 tours 30 cm d'Anne Sylvestre, qui écrit et compose toutes les chansons.
Sans titre à l'origine, il prend par convention celui de sa première chanson.

## Titres
Face A :
| No | Titre                  | Durée      |
| -- | ---------------------- | ---------- |
| 1. | Lazare et Cécile       | 3 min 20 s |
| 2. | Le Jour où ça craquera | 2 min 40 s |
| 3. | Je te cherchais déjà   | 3 min 08 s |
| 4. | L'Année prochaine      | 2 min 30 s |
| 5. | On s'est connu         | 3 min 25 s |
| 6. | Un cœur sur les bras   | 2 min 05 s |

Face B :
| No | Titre                   | Durée      |
| -- | ----------------------- | ---------- |
| 1. | La Rochelle par la mer  | 3 min 55 s |
| 2. | Pour qu'on m'apprivoise | 1 min 50 s |
| 3. | Agressivement vôtre     | 2 min 42 s |
| 4. | Par les champs inondés  | 3 min 12 s |
| 5. | Noël nouvelet           | 2 min 30 s |
| 6. | La Douzième             | 2 min 20 s |

## Musiciens
- François Rauber et son ensemble
- Alain Goraguer et son orchestre

## Production
- Philips
- Photo : Henri Droux